# جبريل إي. جوميز
جبريل إي. جوميز (بالإنجليزية: Gabriel E. Gomez)‏ هو عسكري أمريكي، ولد في 27 أغسطس 1965 في لوس أنجلوس في الولايات المتحدة.